# Somnus

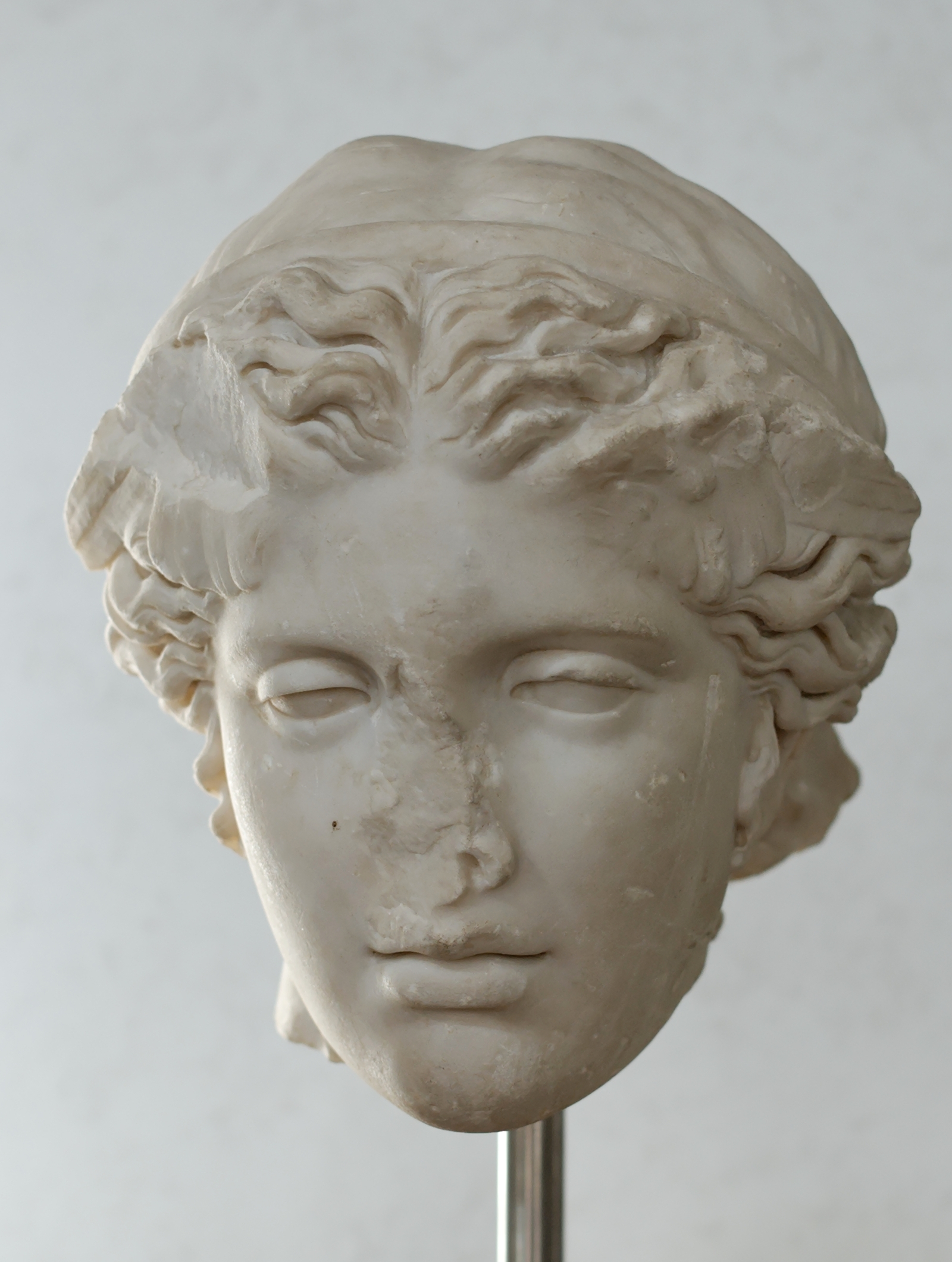
Romersk marmorskulptur från Hadrianus tid (117-138 e.Kr.).

Somnus (latin för "sömn") är i romersk mytologi sömnens och drömmarnas gud. Hans motsvarighet i grekisk mytologi är Hypnos.